# Certificat fédéral de capacité
Pour les articles homonymes, voir CFC.

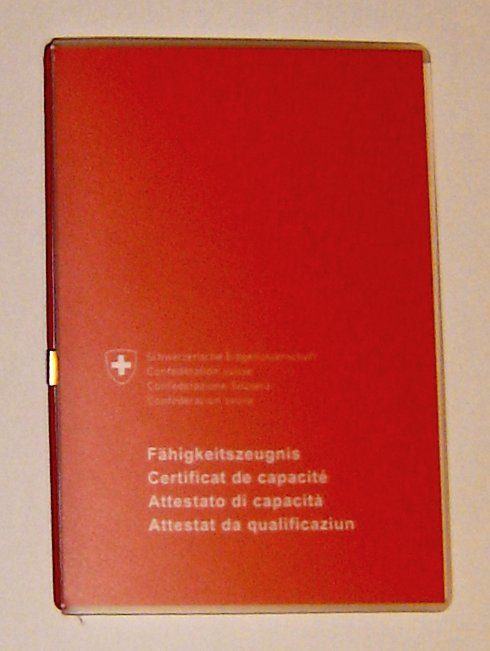

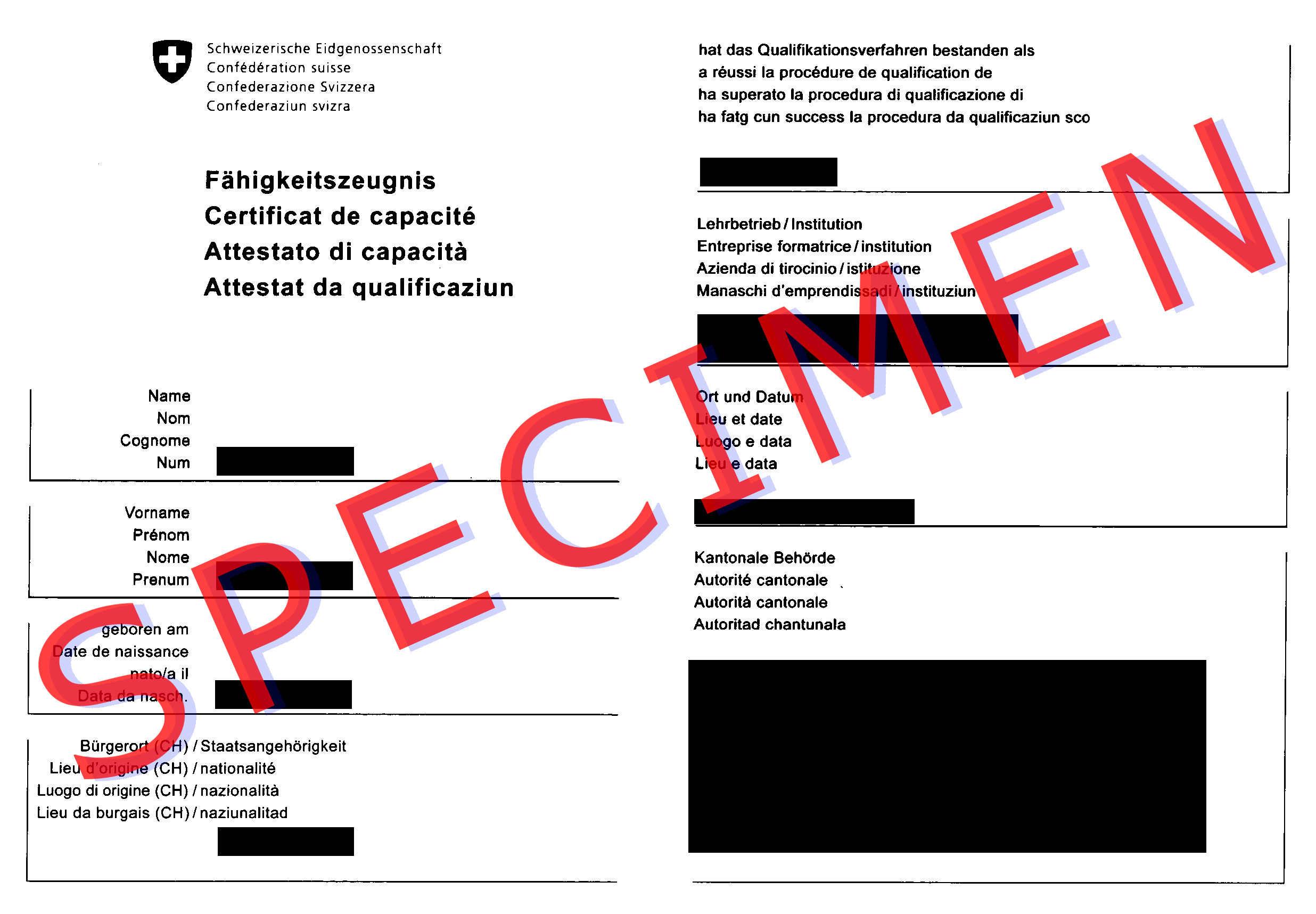
Certificat fédéral de capacité

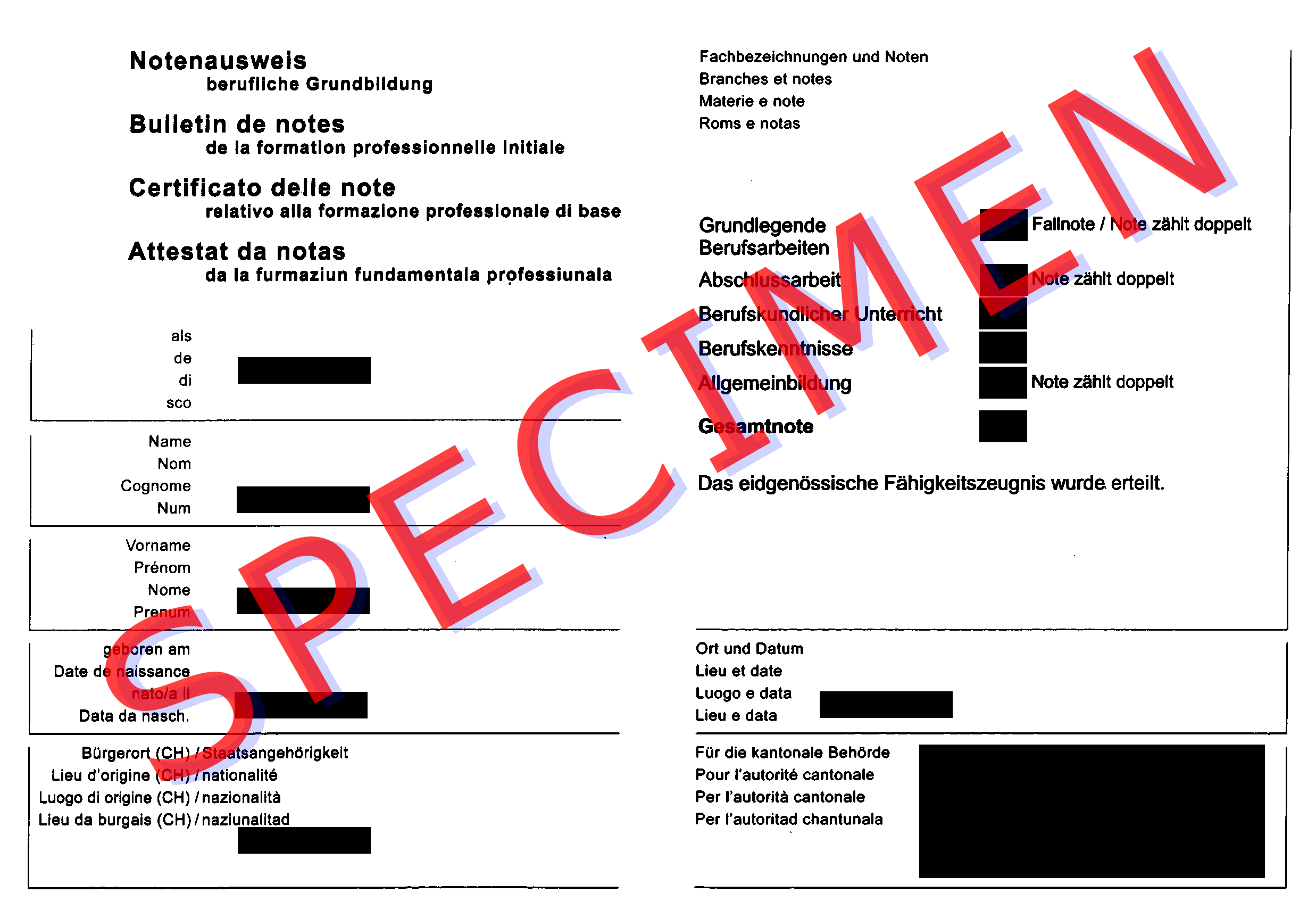
Bulletin de notes

En Suisse, le certificat fédéral de capacité (ou CFC) est décerné à la fin d'un apprentissage d'une durée de 3 ou 4 ans après réussite de l'examen de fin d'apprentissage ou procédure de qualification équivalente suivie avec succès. Il est délivré par les autorités cantonales. Le CFC est l'équivalent, selon les cas, d'un BP (brevet professionnel) ou d'un baccalauréat professionnel français. Il existe environ 180 CFC différents. 

## Description
La formation débute à la fin de la scolarité obligatoire (15-16 ans) et se déroule, selon les cursus d'apprentissages, en alternance entre des cours théoriques de l'école professionnelle et d'entreprise ou complètement en école professionnelle (rare en Suisse alémanique).
Ce diplôme témoigne des capacités professionnelles et des qualifications du détenteur. Il permet d'accéder à des écoles supérieures, de se présenter aux examens de brevet fédéral ou du diplôme fédéral. Il offre également la possibilité (sous condition de résultats scolaires) de commencer une maturité professionnelle.
La formation permettant d'aboutir à un CFC peut être précédée d'une formation professionnelle initiale d'une durée de 2 ans sanctionnée d'une attestation fédérale de formation professionnelle.
La loi fédérale sur la formation professionnelle (en particulier l'article 38) est la législation en vigueur pour les conditions de formation et l'obtention du certificat.
Pour ce qui est du nombre de diplômes délivrés, il s'agit du titre professionnel le plus important en Suisse.

## Statistiques
Le nombre de personnes ayant obtenu un CFC était de : 
- 63 270 en 2020
- 63 384 en 2015
- 60 279 en 2011
- 59 367 en 2010
- 52 183 en 2005
- 51 297 en 2004
- 50 386 en 2000
- 58 640 en 1995

(chiffres de l'OFS)